# ريمون برنارد
ريمون برنارد (بالفرنسية: Raymond Bernard) (و. 1891 – 1977 م) هو مخرج أفلام، وكاتب سيناريو فرنسي، ولد في باريس، توفي في باريس، عن عمر يناهز 86 عاماً.

## جوائز
حصل على جوائز منها:
- وسام جوقة الشرف.[6]

## وصلات خارجية
- ريمون برنارد على موقع IMDb (الإنجليزية)
- ريمون برنارد على موقع ألو سيني (الفرنسية)
- ريمون برنارد على موقع أول موفي (الإنجليزية)
- ريمون برنارد على موقع قاعدة بيانات الأفلام السويدية (السويدية)
- ريمون برنارد على موقع قاعدة بيانات الفيلم (الإنجليزية)
- ريمون برنارد على موقع كينوبويسك (الروسية)